# Leon Phokas der Jüngere
Leon Phokas (mittelgriechisch Λέων ὁ Φωκᾶς; * 915/920; † nach 971), zur Unterscheidung von seinem gleichnamigen Onkel der Jüngere genannt, war ein prominenter byzantinischer Feldherr, der gemeinsam mit seinem Bruder Nikephoros Phokas erfolgreich im Osten des Reiches gegen das Vordringen des islamischen Kalifates kämpfte. Nach der Thronbesteigung seines Bruders als Kaiser Nikephoros II. (963–969) wurde er von diesem 963 zum Kuropalates (etwa Obersthofmeister) und Logothetes tou dromu (etwa: leitender Minister) ernannt und fungierte während dessen Herrschaft als sein wichtigster Berater. Nach der Ermordung seines Bruders durch seinen Neffen Johannes I., der als 969 als Kaiser von Byzanz nachfolgte, wurde er verbannt. Zweimal versuchte er die Macht für sein Haus zurückzugewinnen, scheiterte jedoch und starb geblendet in der Verbannung. Durch seine Enkelin Theophano Skleraina (* um 955/60; † 15. Juni 991), die Gemahlin des Römisch-deutschen Kaisers Otto II. hinterließ er in Europa eine dauerhafte Nachkommenschaft.

## Herkunft
Leon Phokas entstammte der byzantinischen kappadokischen Magnatenfamilie der Phokadai, die im 10. Jahrhundert zu den einflussreichsten Familien des Reiches zählte und mit der Herrschaft von Leons Bruder, Kaiser Nikephoros II. den Höhepunkt ihrer Macht erreichte.
Leons Vater, Bardas Phokas der Ältere (* um 878, † um 969), war ein berühmter General, der 945 – 955 als Domestikos ton scholon an der Spitze der militärischen Hierarchie stand und von seinem Sohn, Kaiser Nikephoros II. Phokas, 963 mit dem Titel Kaisar ausgezeichnet wurde.

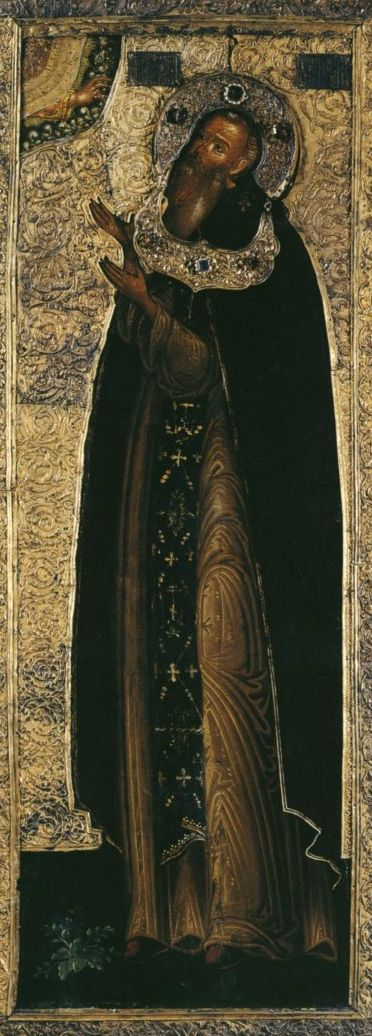
Michael Maleinos (Ikone um 1630)

Seine Mutter, deren Vorname nicht bekannt ist, stammte aus der in Kappadokien reich begüterten Magnatenfamilie der Maleinoi. Sie war die Schwester des Michael Maleïnos (* 894, † 961), bekannt als einflussreicher Mönch, Einsiedler, Gründer und Abt des Kymnias-Klosters auf dem Berg Olymp in Bithynien, dem heutigen Uludağ, dessen Verehrung als Heiliger der Orthodoxen Kirche durch die Familie Romanow in Russland weite Verbreitung fand. Ihre Eltern waren der Strategos (Militärgouverneur) Eudokimos Maleinos und dessen Gemahlin Anastaso Adralestina.
Über seine namentlich nicht bekannte Schwester, der Ehefrau des Romanos Kurkuas, war Leon Phokas ein Onkel des Nachfolgers – und Mörders – seines Bruders, Kaiser Johannes Tzimiskes (969–976).

## Leben

### Feldherr der Kaiser Konstantin VII. und Romanos II.

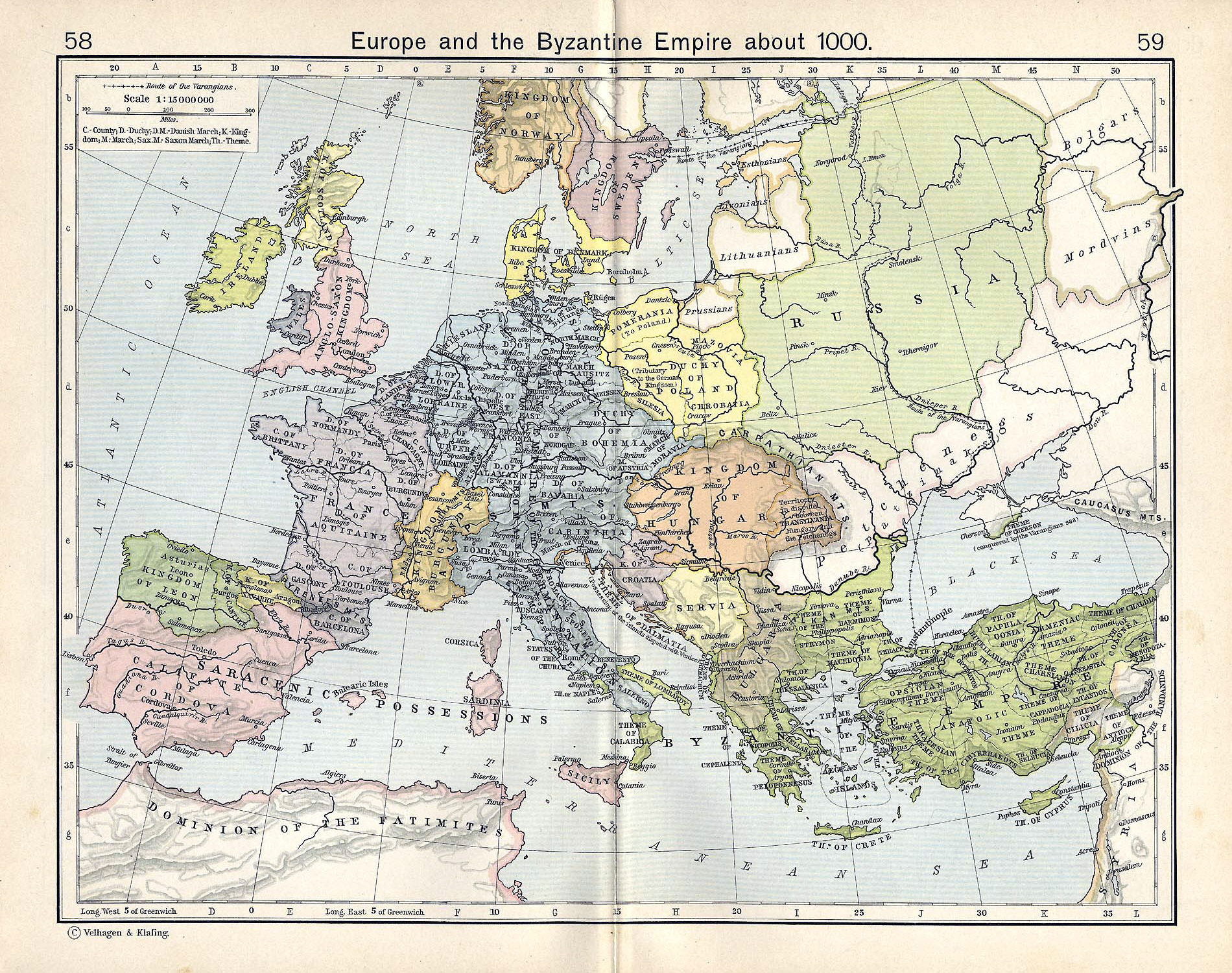
Byzanz und Europa um das Jahr 1000

Leon Phokas folgte der Familientradition und ergriff die militärische Laufbahn. Diese war jedoch durch den Umstand gebremst, dass die Familie Phokas zu den erklärten Gegnern des Kaisers Romanos I. Lekapenos (920–944) zählte. Dessen Sturz – durch die eigenen Söhne – brachte 944 den von diesem verdrängten Kaiser Konstantin VII. aus der Makedonischen Dynastie an die Macht, der Leon 944 zum Strategos (Militärgouverneur) des Thema (Militärprovinz) Kappadokien ernannte, wo die Familie seiner Mutter führenden Einfluss hatte. Zugleich wurde sein älterer Bruder Nikephoros zum Domestikos ton scholon (etwa: Oberkommandierender der Reichstruppen) im Osten ernannt.
Später wurde Leon die strategisch wichtige Funktion des Strategos des Themas Anatolien übertragen.
Leons militärische Karriere erreichte einen Höhepunkt, als er von Kaiser Romanos II. (959–963) aus der Makedonischen Dynastie zum Domestikos ton scholon im Westen, d. h., zum Oberkommandierenden der byzantinischen Truppen im Westen des Reiches, ernannt wurde. Da sein Bruder Nikephoros Phokas zur selben Zeit Domestikos ton scholon im Osten war, befanden sich beide militärische Spitzenpositionen in der Hand der Brüder Phokas.
Eine Änderung in seiner Kommandofunktion ergab sich für Leon durch den mit großem Aufwand geplanten byzantinischen Feldzug gegen das islamische Emirat auf der Insel Kreta. Da diese Aufgabe im Jahre 959 seinem Bruder Nikephoros übertragen wurde, übernahm Leon dessen bisherige Position als Domestikos ton scholon im Osten.
Seinem Bruder Nikephoros gelang dabei ein großer Erfolg, da er nach achtmonatiger mühsamer Belagerung am 7. März 961 die Hauptstadt Kretas, Kandia (das moderne Iraklio), erobern konnte, wodurch nach über 136 Jahren über der Insel Kreta wieder die Flagge des byzantinischen Reiches wehte.
Auch Leon Phokas bewährte sich in seiner neuen Aufgabe als Oberkommandierender der Reichstruppen im Osten, da er gegen den Emir von Aleppo, der die Ostflanke des Reiches bedrohte, Erfolge erzielte. Es war dies der damals fünfunddreißigjährige Ali Sayf al-Dawla (Schwert des Staates) (945–967), mit vollem Namen: Ali ibn Abi al-Hayja 'Abd Allah ibn Hamdan ibn al-Harith Sayf al-Dawla al-Taghlibi aus dem Haus der Hamdaniden. Er verkörperte das arabische ritterliche Ideal: Er war grausam und erbarmungslos im Krieg, zugleich aber ritterlich und großmütig im Frieden, ein Dichter und Gelehrter, ein Schirmherr der Wissenschaft (u. a. des Philosophen al-Farabi), der Literatur und der Künste. Aber ebenso war er der Besitzer der größten Stallungen, der umfangreichsten Bibliothek und auch des üppigsten Harems der Islamischen Welt. Während die Macht des Kalifats der Abbassiden in Bagdad immer weiter verfiel, hatte er die Leitung im Kampf der Sarazenen gegen Byzanz übernommen, 944 Aleppo erobert und seinen Herrschaftsbereich auf den größten Teil Syriens sowie auf den Norden Mesopotamiens samt den Städten Damaskus, Emesa und Antiochia am Orontes ausgeweitet.
Kurz nachdem Leon den Oberbefehl im Osten des Reiches übernommen hatte, sah er sich einem Großangriff von Ali Saif al-Daula gegenüber, der von Südosten her die Reichsgrenze überschritt, in Kleinasien eindrang, dort weite Landstriche verwüstete, Beute sammelte sowie Frauen und Kinder als Sklaven mitführte. Mangels Truppen, die in Kreta gebunden waren, vermied Leon eine offene Feldschlacht, die er verloren hätte und wartete auf eine Gelegenheit, gegen Sayf al-Dawla vorzugehen. Dieser begab sich Anfang November nach seinem erfolgreichen Feldzug mit großer Beute auf den Rückweg nach Aleppo. Leon beobachtete seinen Marsch und richtete um einen Pass, den die syrischen Truppen passieren mussten, einen Hinterhalt ein.
Als sich die Truppen von Sayf al-Dawla durch eine Schlucht dem Pass näherten, den die Griechen nicht ohne Grund „Kylindros“ (Zylinder) nannten, rollten von allen Seiten Felsen auf die überraschten Truppen, die von beiden Seiten eingeschlossen waren, wodurch fast das gesamte Heer vernichtet wurde. Sayf al-Dawla gelang es gerade noch, sich mit dreihundert Mann durchzukämpfen und so sein Leben zu retten. Diese Schlacht beim Zylinderpass stellte eine Wende dar, da damit dem erfolgreichen Expansionsdrang Sayf al-Dawlas ein Ende gesetzt und eine Phase byzantinischer Rückeroberungen im Osten eingeleitet wurde.

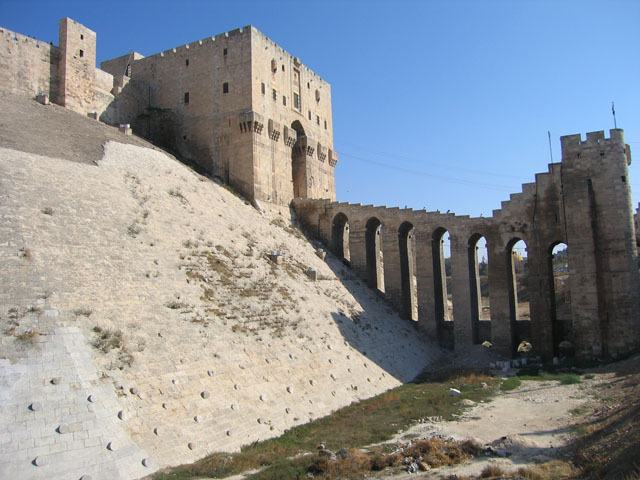
Die Zitadelle von Aleppo mit der Eingangsbrücke

Inzwischen war Leons Bruder Nikephoros – umjubelt vom Volk als Eroberer Kretas – nach Konstantinopel zurückgekehrt. Da die Regierung fürchtete, er könnte seinen Triumph zu einem Putsch benutzen, wurde er umgehend wieder als Domestikos in den Osten abkommandiert. Dies sollte sich als kluge Entscheidung erweisen, da die Brüder dadurch mit vereinten Kräften ihren Vorstoß im Osten fortsetzen konnten. Bereits Anfang 962 brachten sie innerhalb von nur drei Wochen fünfundfünfzig ummauerte Städte in Kilikien unter ihre Kontrolle. Nach Ostern marschierten sie plündernd und brandschatzend nach Süden und standen wenige Monate später vor den Mauern von Aleppo. Der Palast von Sayf al Dawla – einer der schönsten und prächtigsten Bauwerke des Orients – lag außerhalb der Stadtmauern. Er wurde von den byzantinischen Soldaten überfallen, seiner Schätze beraubt und niedergebrannt. Sayf konnte im letzten Augenblick fliehen. Die Garnison war dadurch entmutigt und ergab sich nach längerer Belagerung zwei Tage vor Weihnachten. Die Eroberer zeigten sich jedoch von ihrer schlimmsten Seite, denn das Gemetzel an der Zivilbevölkerung hatte, wie ein arabischer Historiker schreibt, erst dann ein Ende, als die byzantinischen Soldaten völlig erschöpft waren.

### Bruder des Kaisers Nikephoros II.

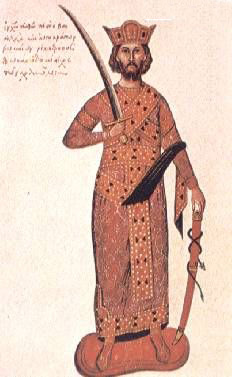
Kaiser Nikephoros II. Phokas

Eine entscheidende Wende für Leon und dessen Familie brachte der frühe Tod des Kaisers Romanos II., der am 15. März 963 verstarb, da seine Söhne, die Mitkaiser Basileios (958–1025) – der spätere Kaiser Basileios II. „der Bulgarentöter“ (976–1025) – und Konstantin – der spätere Kaiser Konstantin VIII. (1025–1028) – erst sechs bzw. drei Jahre alt waren. Zurück blieb seine erst zweiundzwanzigjährige Witwe Theophano (um 941–976), eine Wirtstochter aus Konstantinopel, „die durch die Schönheit ihres jungen Körpers alle Frauen ihrer Zeit übertraf“ Theophano war jedoch nicht nur schön, sondern sie verfügte auch über politischen Instinkt, war sich der Schwäche ihrer Position bewusst und beschloss, ihre Regentschaft auf den tüchtigsten Feldherrn des Reiches abzustützen. Ihre Wahl fiel auf den älteren Bruder Leons, Nikephoros Phokas, der wegen seiner Erfolge im Osten „der bleiche Tod der Sarazenen“ genannt wurde. Erst nach einem internen Machtkampf mit dem führenden Minister des verstorbenen Kaisers, dem Eunuchen Joseph Bringas († 965) konnte Nikephoros am 16. August 963 in Konstantinopel einziehen. Er wurde dort noch am selben Tag vom Patriarchen Polyeuctos (956–970) in Anwesenheit der beiden Kindkaiser in der Hagia Sophia als Nikephoros II. zum Kaiser des Byzantinischen Reiches gekrönt.
Seinem greisen Vater Bardas Phokas verlieh er den Titel Caesar.
Seinen Bruder Leon ernannte er zum Kuropalates (etwa: Obersthofmeister) und zum Logothetes tou dromu (etwa: leitender Minister) und damit zum engsten Berater. Diese Funktionen behielt Leon bis zum Ende der Regierung seines Bruders.
Der General Johannes Tzimiskes, der Nikephoros unterstützt hatte, wurde zugleich als Strategos von Anatolien bestätigt.
Um seine Machtübernahme zu legitimieren, heiratete der über 50-jährige Nikephoros die 22-jährige Kaiserin-Witwe Theophano am 20. September in der Pfalzkapelle der „Nea“ – des „Neuen Palastes“.
Leon spielte am Hof seines Bruders als Kuropalates de facto die Rolle des engsten Beraters und leitenden Ministers. In einem bemerkenswerten Dokument der Zeit, der „Relatio de legatione Constantinopolitana“ (Bericht über die Gesandtschaft in Konstantinopel), dem – sehr kritischen – Bericht des Bischofs Liutprand von Cremona (* 920, † 972), dem Leiter der Gesandtschaft, die Kaiser Otto II. an den Hof von Kaiser Nikephoros II. entsandt hatte, um eine purpurgeborene Prinzessin als Braut zu gewinnen, wird Leon in dieser Funktion erwähnt. Luitprand schreibt, dass er bereits zwei Tage nach seiner Ankunft, am 6. Juni 968, von Leon Phokas, dem Bruder, Hofmarschall und Kanzler des Kaisers empfangen wurde, mit dem er jedoch einen heftigen Streit über die Berechtigung der Verwendung des kaiserlichen Titels durch Kaiser Otto II. hatte, die Leon energisch bestritt, ihn daher abschätzig beharrlich als bloßen König bezeichnete.
Die byzantinische Sicht, die Leon und sein Bruder Nikephoros damals vertraten, hat John J. Norwich treffend beschrieben:
„Mit unverhohlener Abneigung soll der Kaiser dem Diplomaten begegnet sein, den er für einen zungenfertigen Schwindler und Häretiker hielt, besonders gefährlich durch sein elegantes Griechisch; zudem war er der Repräsentant eines Abenteurers, der sich Kaiser nannte, somit Anspruch auf seinen Thron erhob und seinen Titel usurpierte.“
Bischof Liutprand musste nach einer teilweise schikanösen Behandlung durch die byzantinischen Behörden schließlich auch nach dieser – seiner zweiten – Reise nach Konstantinopel unverrichteter Dinge abreisen, da die Brüder Leon und Nikephoros für die „purpurgeborene“ Prinzessin eine völlig inakzeptable Gegenleistung verlangten, nämlich die Abtretung von Ravenna, Rom, Ostitalien, Istrien und des nördlichen Dalmatien.

### Sturz und Verbannung
Nikephoros war ein standesbewusster Aristokrat, ein harter und erfolgreicher Krieger, unbestechlich, aber auch grausam. Ein frommer Asket, der jahrelang kein Fleisch aß, Frauen verachtete, im härenen Gewand auf dem Boden schlief und täglich stundenlang betete. Er war aber weder ein Diplomat noch ein populärer Herrscher.
Seine anfängliche Popularität als siegreicher Feldherr – u. a. kam 969 Antiochia nach 332 Jahren wieder unter byzantinische Kontrolle – schlug durch außenpolitische Fehler und erdrückende Steuern zur Finanzierung seiner Feldzüge sowie durch Bevorzugung der vermögenden Schichten und durch das Verbot von Schenkungen an die Kirche bald in allgemeine Kritik und Ablehnung um.
Zur Krise kam es 969, nachdem er seinen früheren Gefolgsmann, den Feldherrn Johannes Tzimiskes, seines Kommandos enthob und auf seine anatolischen Besitzungen verbannte, sowie dadurch, dass sich seine immer noch attraktive Gemahlin Theophano gerade mit diesem gut aussehenden charismatischen Armenier zum Sturz ihres Ehemannes verbündete. Kaiser Nikephoros II. wurde in der Nacht vom 11. Dezember 969 unter Mitwirkung seiner Frau von Johannes Tzimiskes und anderen Mitverschwörern – die sich in Frauenkleidern Zugang zum Palast verschafft hatten – im Schlaf ermordet. Während der Leichnam des Kaisers noch blutig unter dem Fenster lag, aus dem man ihn geworfen hatte wurde Tzimiskes in den Straßen Konstantinopels zum Kaiser ausgerufen.
Theophano der Älteren war es gelungen, innerhalb eines Jahrzehnts zwei erfolgreiche Feldherren in Thronräuber zu verwandeln, indem sie diese zu Beschützern ihrer Söhne – der rechtmäßigen Kaiser – machte. Die Intrige lohnte sich jedoch für Theophano diesmal nicht, da der Patriarch Polyeuktos von Tzimiskes ihre Verbannung, die Auslieferung aller Komplizen des Mordes und die Aufhebung aller gegen die Kirche gerichteten kaiserlichen Erlässe forderte. Tzimiskes stimmte allem zu und wurde daher am Weihnachtstag des Jahres 969 vom Patriarchen von Konstantinopel in der Hagia Sophia als Johannes I. zum Kaiser des Byzantinischen Reiches gekrönt.

### Revolten und neuerliche Verbannung
Die Ermordung des Kaisers führte naturgemäß auch zum Sturz seines Bruders Leon, der mit seiner Familie auf die Insel Lesbos verbannt wurde. Er war jedoch nicht bereit, die Ermordung seines Bruders und die Entmachtung seiner Familie hinzunehmen.
Im Jahr darauf gelang es seinem Sohn Bardas Phokas dem Jüngeren von Lesbos nach Kappadokien zu fliehen, wo sich die Machtbasis der Familie befand. Von einer Versammlung des Adels und der Bürger wurde er dort zum Kaiser von Byzanz ausgerufen. Zugleich verbreiteten Leon und sein Sohn diese Nachricht im Reich und riefen zum Aufstand gegen den Thronräuber Tzimiskes auf. Der neue Kaiser reagierte schnell: er verurteilte Leon und Bardas zum Tode, milderte die Strafe aber dann in Blendung und Verbannung auf Lebenszeit, wobei er zuletzt Befehl gab, die glühenden Eisen im letzten Augenblick zurückzuziehen und beiden das Augenlicht zu lassen.
Leons Sohn, Bardas Phokas der Jüngere, der sich zum Kaiser hatte ausrufen lassen, sagte Tzimiskes bei Unterwerfung die Erhaltung des Lebens und seines Besitzes zu. Dieses Angebot erfolgte zu spät: Bardas war mit seiner Armee bereits im Anmarsch auf Konstantinopel. Der Kaiser, der nahe der Hauptstadt über keine Truppen verfügte, rief seinen besten General – und Schwager – Bardas Skleros von der bulgarischen Front ab uns befahl ihm, den Vorstoß von Bardas Phokas möglichst unblutig abzuwehren. Skleros entsandte daher statt einer Armee als Bettler verkleidete Geheimagenten zum Heer des Bardas Phokas, die durch eine geschickte Mischung aus Drohungen und Versprechen erreichten, dass schließlich ein Großteil des Heeres zu Skleros überlief, wodurch Bardas Phokas gezwungen war, seinen Feldzug abzublasen. Er floh in eine Festung seiner Familie in Kappadokien, musste sich jedoch ergeben und wurde auf die Insel Chios in die Verbannung geschickt.
Bald darauf gelang es auch Leon Phokas, aus der Verbannung zu entkommen. Er sammelte 971 neuerlich Truppen und rief zum Aufstand gegen den Usurpator Tzimiskes auf. Auch diesmal endete jedoch die Rebellion mit einer Niederlage, worauf er auf die Insel Prote verbannt und zur Verhinderung weiterer Machtpläne geblendet wurde. Er starb im Exil zu einem nicht bekannten Zeitpunkt.

## Ehe und Nachkommen
Leon Phokas der Jüngere war mit einer Frau verheiratet, deren Namen und Herkunft nicht bekannt sind.
Kinder und Nachkommen
Eheliche Kinder Leons:

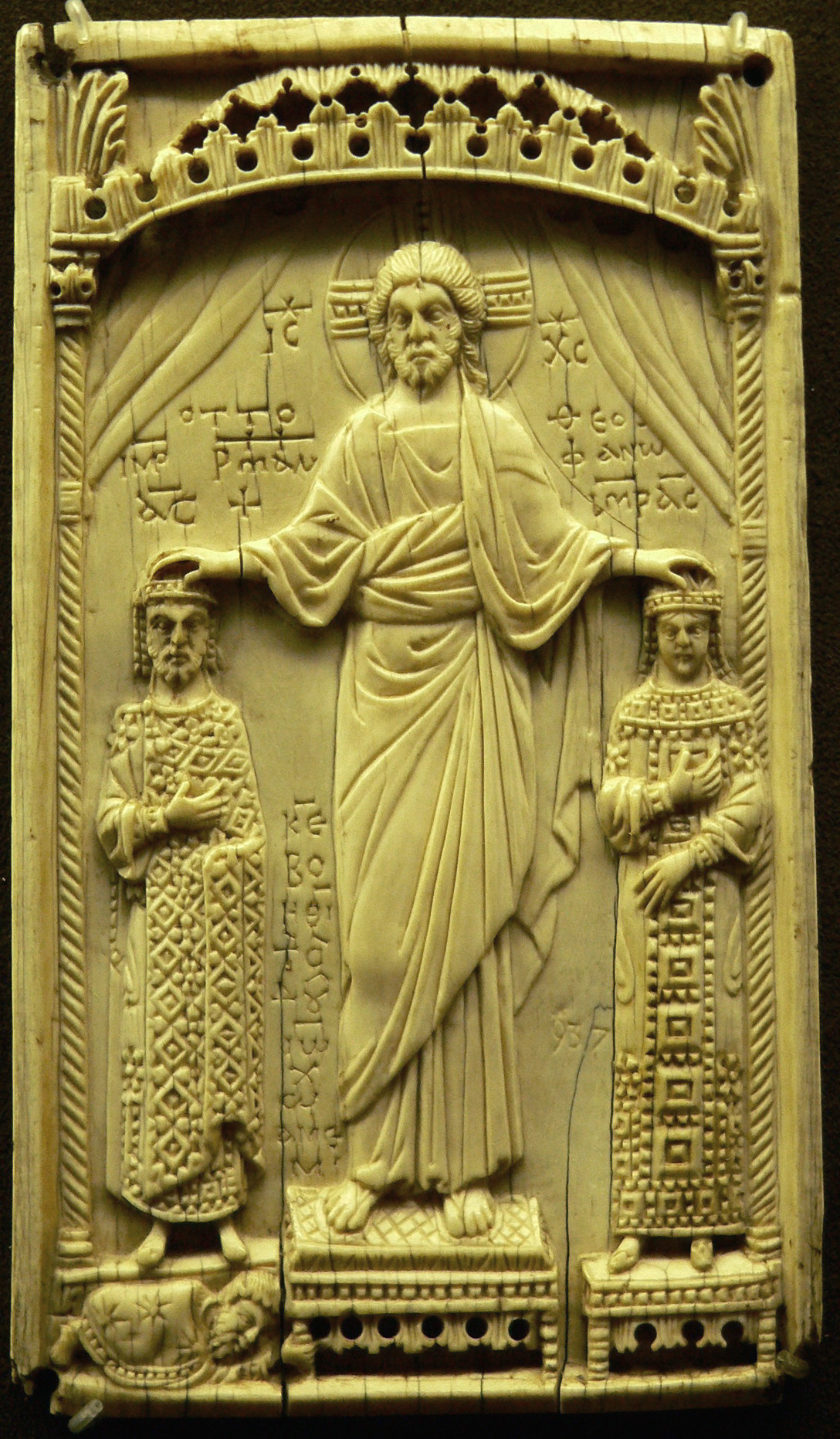
Otto II. und seine Gemahlin Theophanu, von Christus gekrönt und gesegnet; Relieftafel aus Elfenbein, etwa 982/983, Mailand (?), Museum Cluny, Paris

- Nikephoros Phokas (* um 940, † nach 989), Patrikios
- Bardas Phokas der Jüngere (* um 940, † 13. April 989 in Abydos), 978 Domestikos ton scholon, wurde 970 und 987 zum Gegenkaiser von Byzanz ausgerufen
- Sophia Phokaina (* um 945) ⚭ Konstantinos Skleros (* um 920, † 991), Schwager des Kaisers Johannes Tzimiskes

Tochter der Sophia Phokaina:
- Theophano Skleraina (* um 955/60, † 15. Juni 991) heiratete am 14. April 972 den Römisch-deutschen Kaiser Otto II. und als solche Kaiserin des Heiligen Römischen Reiches und war von 985 bis 994 eine bedeutende Regentin des Reiches

Außereheliche Kinder Leons:
- Petrus Phokas, Eunuch
- Manuel Phokas, Patrikios, fiel 964 gegen die Sarazenen im Kampf um Rometta